# Oliarus renki
Oliarus renki är en insektsart som beskrevs av Van Stalle 1987. Oliarus renki ingår i släktet Oliarus och familjen kilstritar. Inga underarter finns listade i Catalogue of Life.